# Залётов, Геннадий Сергеевич
Геннадий Сергеевич Залётов (10 января 1958) — советский футболист, защитник, полузащитник.
Воспитанник СДЮШОР-2 Люблинского РОНО (Москва), первый тренер Н. Семёнов. С 1976 года — в составе московского «Торпедо», в 1978—1979 годах сыграл пять матчей в чемпионате и два — в Кубке СССР. 1980 год начал в «Локомотиве» Москва, провёл одну игру в Кубке СССР, в мае — августе сыграл 13 матчей в первой лиге за «Днепр» Днепропетровск, затем 10 игр за «Кривбасс» во второй лиге, забил два гола. В 1981—1986 годах играл во второй лиге за «Динамо» Брянск, в 1987 в первенстве КФК за брянский «Партизан», в 1988—1989 — в КФК за «Торгмаш» Люберцы. В 1990 году игрок, в 1991 — главный тренер «Химика» Дзержинск. В 1993—1994 играл за любительский «Москвич».